# Rebecca Palmer
Rebecca Palmer (* 1975 in Nord-England) ist eine britische Schauspielerin.
Die aus dem Norden Englands stammende Rebecca Palmer besuchte Mitte der 1990er Jahre die Bristol University und erlangte dort ihre Schauspielkenntnisse. Ihr Filmdebüt gab sie 1998 in Alice im Spiegelland. In dem 2001 erschienenen preisgekrönten Erotikdrama Intimacy spielte sie die in einer freizügigen Nebenrolle die Rolle der Pam. Größere Bekanntheit erlangte Rebecca Palmer in der Rolle der Jen Bracken in der britischen Fernsehserie Nearly Famous. Sie spielt zeitweilig auch unter ihrem Geburtsnamen Rebecca Ray Palmer.

## Filmografie (Auswahl)
- 1998: Alice im Spiegelland (Alice Through the Looking Glass)
- 1999: Elephant Juice
- 2000: Quills – Macht der Besessenheit (Quills)
- 2001: Intimacy
- 2001: Dreckige Erde (This Filthy Earth)
- 2002: Killing Me Softly
- 2004: Stratosphere Girl
- 2004: Spooks – Im Visier des MI5 (Spooks; Fernsehserie, Episodenrolle)
- 2006: Blood Trails
- 2006: Hautnah – Die Methode Hill (Wire in the Blood; Fernsehserie, Episodenrolle)
- 2007: Nearly Famous (Fernsehserie)
- 2008: New Town Killers
- 2010: Capture Anthologies: Love, Lust and Tragedy
- 2010: Rosamunde Pilcher: Vier Frauen (This September)